# Anatole Mangin
Pour les articles homonymes, voir Mangin.
Anatole Mangin, né le 7 mars 1788 à Xermaménil dans le département de la Meurthe et mort le 18 février 1855 à Bruyères dans le département des Vosges était un général français du XIXe siècle.

## Biographie

### Naissance et études
Anatole Mangin naît le 7 mars 1788 à Xermaménil. Il est le fils de Joseph François Mangin avocat au parlement, et Marie Christine Jeanpierre. Il est élève à l'école de Fontainebleau le 14 décembre 1806.

### Carrière militaire
Il part comme soldat à vingt ans, fit les campagnes d'Autriche (Bataille d'Essling, Wagram...) Russie et de France. Il fit l'Expédition d'Espagne où il devint lieutenant-colonel au 58e régiment d'infanterie de ligne; participa à Expédition de Morée en 1828. 
Nommé le 28 mars 1830 colonel du 15e de Ligne, en remplacement de M. le Rascas de Chateauredon, il fit partie de la 2e brigade de la 2e division en 1830 lors de la Conquête de l'Algérie par la France. Nommé maréchal de camp le 31 décembre 1835 puis Lieutenant-Général le 22 avril 1846, il fut admis dans la réserve en 1853.
Retiré à Bruyères, dans la famille du docteur Mougeot à laquelle il est allié, il meurt dans cette commune le 18 février 1855 puis y est inhumé.
Il est l'oncle du général Léon Mangin.

## Décorations
- Après le 22 avril 1846, grand officier de la Légion d'honneur[7]

## Hommage
Pour honorer sa mémoire ainsi que celle de son oncle Léon, la commune de Xermaménil a nommé une voie : rue des Généraux Mangin.